# Хана Монтана: Филмът
Вижте пояснителната страница за други значения на Хана Монтана.
„Хана Монтана“ е филмова адаптация на американския тийн сериал „Хана Монтана“. Заснемането започна през април 2008. Местата на снимките са в Колумбия, Тенеси и Лос Анджелис, Калифорния. Завършен е през юли 2008. Световната премиерата беше на 10 април 2009 г. в Съединените щати и Канада.
 Внимание:  Текстът по-долу разкрива сюжета на произведението (или части от него)!
"Hannah Montana: The Movie" проследява живота на Майли Стюарт (в ролята Майли Сайръс), която се опитва да намери баланса между училището, приятелите си и тайния си двойствен живот като поп-звезда. Точно когато растящата популярност на Хана Монтана взима превес в живота ѝ, баща ѝ (Били Рей Сайръс) я води обратно в родния ѝ дом, далеч от големия град и суетата на звездния живот.
Тя е поставена пред трудната задача да избира между обикновения живот в малкия град и славата на Хана Монтана. По време на престоя си у дома, Майли изживява множество приключения изпълнени със смях, веселие и романтика, каквито не би могла и да си представи като Хана Монтана. Във филма Майли изпълнява 10 нови песни, като "Let's Get Crazy", "Butterfly Fly Away" и "You'll Always Find Your Way Back Home", свеж микс от поп, рок, кънтри и хип-хоп. 